# كينيث كارليسلي
كينيث كارليسلي (7 أغسطس 1882 - 15 مايو 1967)  (بالإنجليزية: Kenneth Carlisle)‏ هو لاعب كريكت بريطاني (وحمل سابقاً جنسية المملكة المتحدة لبريطانيا العظمى وأيرلندا).